# مارتن كونسل
مارتن كونسل (بالتشيكية: Martin Kuncl)‏ (1 أبريل 1984 ببرنو في التشيك - ) هو لاعب كرة قدم تشيكي في مركز الدفاع. شارك مع منتخب جمهورية التشيك تحت 21 سنة لكرة القدم. أما مع النوادي، فقد لعب مع زبرويوفكا برنو وسبارتا براغ ونادي سلوفاكو.

## وصلات خارجية
- مارتن كونسل على موقع الاتحاد التشيكي (الإنجليزية)
- مارتن كونسل على موقع قاعدة بيانات كرة القدم.إي يو (الإنجليزية)
- مارتن كونسل على موقع Soccerway.com (الإنجليزية)